# Fagonia glabra
Fagonia glabra är en pockenholtsväxtart som beskrevs av Johann Wilhelm Krause. Fagonia glabra ingår i släktet Fagonia och familjen pockenholtsväxter. Inga underarter finns listade i Catalogue of Life.